# Сандомирська вежа

Розташування на карті Вавеля

Сандомирська вежа (пол. Baszta Sandomierska) — одна з трьох існуючих в даний час веж Вавеля, Краків, Польща. Знаходиться на південно-західній частині фортифікаційних споруд Вавеля. Поряд з Сенаторською вежею є частиною комплексу так званих вавельских «Вогняних веж» другої половини XV століття.
Вперше Сандомирська вежа під назвою «Нова вежа» згадується в 1462 році, коли біля неї були обезголовлені шість учасників міських заворушень, під час яких був вбитий краківський землевласник Анджей Тенчинський. Вважається, що у вежі перебували в ув'язненні представники шляхти з Сандомира, від яких згодом башта отримала свою сучасну назву.
Нижні поверхи вежі були перебудовані в XVI і XVII століттях для розміщення в них житлових приміщень старосьцинских піхотних полків. У XVIII столітті вежа перебувала в поганому стані. У 1856 році австрійська влада перебудувала вежу, змінивши її дах і відновивши внутрішні сходи. Ці зміни були видалені під час відновлювальних робіт, які проводилися у 1911—1914 роках під керівництвом архітектора Зигмунта Гендля.
У 2003—2004 роках проводилася остання реставрація під управлінням архітекторів Петра Стемпня і Станіслава Карчмарчика. В цей час були відреставровані три стрілецьких еркера, веранда третього поверху, зовнішня сходи, що ведуть на ґанок і відновлений в оригінальному вигляді стелю верхніх поверхів вежі.
Біля Сандомирської вежі знаходяться Бернардинські ворота. Поруч з вежею вздовж газонів розташовується протяжний кам'яний вал, побудований між двома світовими війнами на фундаменті початку XIV століття.